# 月刊エースネクスト
『月刊エースネクスト』（げっかんエースネクスト）は、1999年2月10日（3月号）から2002年4月10日（5月号）まで、角川書店から発行されていた月刊漫画雑誌である。『エースNEXT』とも表記する。

## 概要
『月刊少年エース』の増刊誌であった『エースダッシュ（エースDASH）』と、『月刊ニュータイプ』の増刊誌であった『コミックニュータイプ』の二誌の後継誌として創刊した。徳間書店の『少年キャプテン』や講談社の『月刊アフタヌーン』などに見られるような硬派な漫画や、「萌え」を強く意識した漫画が同居する独特な雰囲気を持っていたが、近年の雑誌不況の煽りを真っ先に受ける形で休刊した。

## 掲載漫画作品
- ああ!21世紀警備保障（田丸浩史）
- あしはまファミリー計画（小本田絵舞）
- あやかし歌姫かるた（片山愁・工藤治）
- ヴァンパイアAKIBA!!（そえたかずひろ）
- おまかせ♥S×S（巣田祐里子）
- ガサラキ（MEIMU・矢立肇・高橋良輔）
- からくり変化あかりミックス!（石田敦子）
  - からくり変化 あかりミックス！ - マンガ図書館Z(外部リンク)
- 風まかせ月影蘭（SUEZEN・大地丙太郎）
- キカイダー02（石ノ森章太郎・MEIMU）
- 銀装騎攻オーディアンORO（中野ツカサ・浅井健吾 ）
- 木島日記（森美夏・大塚英志）
- 強殖装甲ガイバー（高屋良樹）
- クーデルカ（岩原裕二）
- 黒蘭（近藤るるる）
- ゲートキーパーズ（後藤圭二）
- 鋼鉄天使くるみ（介錯）
- 最近のヒロシ。（田丸浩史）
- 実践!!女子高クエスト（ほずみ音衣）
- 真・魔法少女リディアちゃん（天津冴）
- セイテン大戦フリーダーバグ（石川賢・キタロー）
- 大波動ボンバーすぺしゃる（押田J・O）
- 天使になるもんっ!（大野哲也・錦織博）
- 地球防衛企業ダイ・ガード（菅野博之）
- 地球美紗樹（岩原裕二）
- NieA_7（安倍吉俊）
- 樹葬（安倍吉俊）
- まりんとメラン（渡瀬のぞみ）
- 魔女レーナマジョりーな（石田敦子）
- 魔境学園風雲記 ハイパーハーフ&ハーフ（巣田祐里子）
- 未完兵装ルナシャフト（山口恭史・金子良馬）
- ロマンスは剣の輝きII（まりお金田）
- メイル（山崎峰水）
- Runner（峰倉由比・月村了衛）
- RED SHADOW 赤影（加倉井ミサイル・斉藤ひろし・横山光輝）

## アニメ化
| 作品           | 放送年                 | アニメーション制作   | 備考    |
| -------------- | ---------------------- | -------------------- | ------- |
| 鋼鉄天使くるみ | 1999年-2000年          | OLM TEAM WASAKI      | OVAあり |
| りぜるまいん   | 2002年（第1期・第2期） | マッドハウス、IMAGIN |         |